# Port-Gentil Football Club
O Port-Gentil Football Club conhecidos como POG FC é um clube de futebol com sede em Port-Gentil, Gabão. A equipe compete no Campeonato Gabonês de Futebol.

## História
O clube foi fundado em 1962.